# Aleptina semiatra
Aleptina semiatra is een vlinder uit de familie van de uilen (Noctuidae). De wetenschappelijke naam van de soort is voor het eerst geldig gepubliceerd in 1902 door John Bernhardt Smith.